# Kladovo polje
43°25′01″N 18°25′12″E / 43.417°N 18.42°E
Kladovo polje je visoko krško polje na kojem se nalazi zadružno planinsko ljetno naselje Kladovo Polje. Prostire se nedaleko od Suhog Polja. Od Kalinovika je zračnom crtom udaljeno deseta kilometara ka jugozapadu.
Na nadmorskoj je visini od 1506 metara.
Svoje "planine" stanovnici Humske zemlje odnosno Donje Hercegovine, humnjački Hrvati, imali su na sjeveroistočnim predjelima Hercegovine. Poznate planine u vlasništvu humnjačkih Hrvata su Morine, Crvanj, Zelengora, a nešto manje Hrvata je na Treskavici i Visočici. Poznato je i tko je imao koju planinu: Lokva Trebinja na Crvnju planini, Zažablje na Morinama, Hrasno u Kladovu Polju, Burmazi na Treskavici, pa iz Boljuna od Stoca išli su u Boljune planinu, Bjelojevići u Bjelojevićima itd.
Hrvati iz Hrasna planištarili su osim Kladova polja i u Bukovu dolu i Bukovoj ravni, a pravoslavni na Kladovu polju.

## Znamenitosti
U blizini zgrada na nešto izdignutom zemljištu u dvjema skupinama je nekropola s 10 stećaka u obliku sanduka.